# تقي الدين عارف الدوري
تقي الدين عارف محمد الدوري (1939 - 2013) هو كاتب وأكاديمي ومؤرخ عراقي.

## حياته
ولد تقي الدين في مدينة الدور عام 1939 في محافظة صلاح الدين، أكمل دراسته الابتدائية فيها، والمتوسطة في مدينة سامراء والإعدادية في مدينة تكريت، ألتحق بدار المعلمين العالية في جامعة بغداد وحصل على شهادة البكالوريوس من قسم التاريخ عام 1961، ثم حصل على شهادة الماجستير في التاريخ الإسلامي من قسم التاريخ بكلية الآداب في جامعة بغداد، سافر الى مصر لينال شهادة الدكتوراه من جامعة القاهرة، عمل أستاذًا للتاريخ في كلية التربية أبن رشد في جامعة بغداد، حيث كان يُدرس مادة تاريخ المغرب والأندلس، ثم عُين رئيساً لقسم التاريخ في كلية التربية للبنات في جامعة بغداد.

## جوائز
- حاصل على وسام المؤرخ العربي.

## عضويات
- جمعية المؤرخين والآثاريين في العراق.
- اتحاد المؤرخين العرب.[2]

## مناصب
- مدرس في المدارس الثانوية.
- استاذ لمادة تاريخ المغرب والأندلس في جامعة بغداد.
- رئيس قسم التاريخ في كلية التربية للبنات بجامعة بغداد.

## مؤلفات
- صقلية وعلاقاتها بدول البحر المتوسط من الفتح العربي حتى الغزو النورمندي، طبع سنة 1980.[5]

- التاريخ الأندلسي عند ابن الأثير وابن خلكان، طبع سنة 1990.

- عصر إمرة الأمراء في العراق.[6]

- دراسات في تاريخ العرب وحضارتهم في صقلية.[7]

- الصين والترك والهند والحبشة والجزائر من كتاب طبائع الحيوان للمرزوي، (تحقيق وترجمة تقي الدين عارف الدوري).[8]

- تاريخ المسلمين في إفريقية، تأليف تقي الدين عارف الدوري مشتركاً مع خولة الدجيلي.[9][10]